# Bądkowo Kościelne
Bądkowo Kościelne – wieś sołecka w Polsce położona w województwie mazowieckim, w powiecie płockim, w gminie Brudzeń Duży.
W skład sołectwa wchodzi także wieś Bądkowo Jeziorne

## Położenie i historia
Bądkowo Kościelne leży na historycznej ziemi dobrzyńskiej. Wieś położona jest na skarpie, poniżej której meandruje Skrwa. Zabudowania graniczą bezpośrednio z zabudowaniami Brudzenia Dużego, tworząc jedną całość.
We wsi znajduje się parafia pw. św. Szczepana.
W latach 1975–1998 miejscowość administracyjnie należała do województwa płockiego. Od 1922 roku działa jednostka OSP Bądkowo Kościelne.

## Zabytki
- Kościół parafialny św. Wincentego a Paulo (parafia św. Szczepana) wybudowany w latach 1781–1790 w stylu barokowym. Około 1867 wmurowano w wejściu głównym kościoła portal przeniesiony z likwidowanego w tym czasie kościoła św. Wojciecha w Płocku. Świątynia wyposażona jest w neogotycki ołtarz główny z rzeźbioną grupą Ukrzyżowania. Ołtarze boczne są późnobarokowe. Dzwonnicę murowaną wystawił w 1926 ks. Józef Rościszewski.
- Drewniane domy mieszkalne
- Cmentarz rzymskokatolicki